# تيار الوعي (علم نفس)
تيار الوعي يشير إلى تدفق الأفكار في وعي العقل. يمكن أن تشكل المجموعة الكاملة من الأفكار التي يمكن للفرد أن يكون واعيًا بها محتوى هذا التيار، ليس فقط الأفكار الشفهية. تعطي التقنيات التجريبية شائعة الاستخدام، مثل الإبلاغ الذاتي، وصولاً سهلاً للأفكار الشفهية أكثر من الأفكار المتصلة بشدة بالحواس غير السمع والأنشطة غير التكلم والكتابة.

## البوذية
تجد عبارة «تيار الوعي» (باللغة البالية؛ viññāna-sota) في الكتب المقدسة البوذية الأولى. قامت مدرسة يوجا تشارا لبوذية ماهايانا بتطوير الفكرة إلى نظرية كاملة عن العقل.
كتب هامالاوا سادهاتيسا ماها تيرا: «لا توجد» ذات«تقف على العقلية التي تتراكم لها الخصائص والأحداث وترتد عنها، لتتركها على حالها عند الموت. إن تيار الوعي، الذي يتدفق خلال العديد من الأرواح، يتغير كما يحدث لتيار الماء. وهذا هو مذهب أناتا في البوذية فيما يتعلق بالكائن المنفرد.»

## المؤيدون
لقد نسب المفهوم لـويليام جيمس. لقد كان مرتابًا بشأن استخدام مطالعة النفس كتقنية لفهم تيار الوعي. «إن محاولة تحليل مطالعة النفس في هذه الحالات تشبه في الحقيقة القبض على قمة المغزل للإمساك بحركته، أو محاولة الوصول للغاز بسرعة لرؤية كيف يبدو الظلام».
قام برنارد بارس بتطوير نظرية مساحة العمل العالمية التي تحمل بعض المشابهة لتيار الوعي.

## النقد
تحدت سوزان بلاكمور مفهوم تيار الوعي في العديد من الصحف. «عندما أقول إن الوعي هو وهم، لا أقصد أنه لا وجود للوعي. بل أقصد أن الوعي ليس هو ما يبدو. إذا كان يبدو وجود تيار مستمر من التجارب الغنية والمفصلة، تحدث واحدة تلو الأخرى لشخصٍ واعٍ، فهذا هو الوهم».

## التقنية الأدبية
في الأدب، كتابات تيار الوعي تمثل أداة أدبية تسعى لتصوير وجهة نظر فردية من خلال إعطاء المعادل المكتوب لعمليات الفكر الخاصة بالشخصية، سواء في مناجاة داخلية طلقة، أو في الاتصال بردود فعل حسية للحوادث الخارجية. ترتبط كتابات تيار الوعي ارتباطًا وثيقًا بالحركة العصرية. يعزى تقديمها في السياق الأدبي، ونقلها من علم النفس، إلى ماي سينكلير.